# Spizocorys fringillaris
La alondra de Botha (Spizocorys fringillaris) es una especie de ave paseriforme de la familia Alaudidae endémica de Sudáfrica. Mide entre 12 a 13 cm, por lo que se la considera de las alondras más pequeñas. 

## Distribución y hábitat
Es endémica del noreste de Sudáfrica. Su hábitat natural son los pastizales y praderas subtropicales con un suelo arcilloso negro, estas ecorregiones son conocidas como "Praderas Highveld de arcilla húmeda". Es considerada una especie en peligro de extinción.

## Alimentación
Al igual del resto de las alondras, la alondra de Botha se alimenta de insectos y semillas, esta especie utiliza principalmente sus garras para escarbar en el suelo y descubrir sus alimentos.

## Comportamiento
Al igual que el resto de las alondras de la familia Alaudidae comparten también sus cantos extravagantes y paradas nupciales que suelen incluir llamativas luchas. Anidan en el suelo, donde ponen de dos a seis huevos moteados.
Como muchos otros pájaros o aves diurnas, tiene un reloj biológico marcadamente matutino, por lo que inicia la actividad diaria al percibir la primera claridad del día y la da por terminada a la primera señal del ocaso.